# Birthday Eve
Singles de Kumi Kōda
You
(2005) D.D.D.
(2005)
Birthday Eve est le 20e single de Kumi Kōda sorti sous le label Rhythm Zone le 14 décembre 2005 au Japon. Il atteint la 6e place du classement de l'Oricon. Il se vend à 44 294 exemplaires la première semaine, et reste classé pendant 4 semaines, pour un total de 47 661 exemplaires vendus. Birthday Eve est le 2e single d'une série de 12, un nouveau sort chaque semaine pendant 12 semaines. Sur chaque pochette de ses différents singles, Kumi porte une robe traditionnelle d'un pays; pour Birthday Eve ce sont les États-Unis d'Amérique.
Birthday Eve a été utilisé comme campagne publicitaire pour NTT DoCoMo Tokai. Birthday Eve se trouve sur la compilation Best: Second Session.

## Liste des titres
Toutes les paroles sont écrites par Kumi Kōda.
| 1. | Birthday Eve                | Kosuke Morimoto, Tōru Watanabe | 4:30 |
| 2. | Birthday Eve (instrumental) | Kosuke Morimoto, Tōru Watanabe | 4:31 |